# 三好邦夫
三好 邦夫（、1948年〈昭和23年〉8月23日 - ）は、東宝所属の映画監督。兵庫県出身。

## 経歴
1973年に慶應義塾大学文学部西洋史学科を卒業後、東宝に入社。当時は東宝内で分社化が進められていたため撮影現場への配属は叶わなかったが、副社長の藤本真澄の計らいにより同期の大河原孝夫とともに東宝撮影所へ出向する。映画『しあわせ』（1974年）から助監督を務め、多くの監督に師事した。その後、大河原の監督作品でチーフ助監督を務めたのち、1997年に映画『モスラ2 海底の大決戦』で監督デビューする。
特撮映画で長く助監督を務めた経験から、現場での仕掛けが時間を要する割に効果的ではないことが多かったことから、デジタル合成の過渡期であった『モスラ2』では合成表現の方が思った通りの画になることが多く、現場での手間も減ったと語っている。
東宝プロデューサーの富山省吾は、三好についてアメリカ映画の理解が深く、娯楽映画に対する研究心が旺盛であったと評している。

## 作品

### 映画
| 公開年 | 公開年   | 作品名                    | 製作（配給）                         | 役職            |
| ------ | -------- | ------------------------- | ------------------------------------ | --------------- |
| 1974年 | 4月6日   | しあわせ                  | 東宝映画 （東宝）                    | 監督助手        |
| 1974年 | 9月21日  | 青葉繁れる                | 東宝映画 （東宝）                    | 監督助手        |
| 1974年 | 11月2日  | 沖田総司                  | 東宝映画 （東宝）                    | 監督助手        |
| 1975年 | 2月1日   | 告訴せず                  | 東宝映画 芸苑社 （東宝）             | 監督助手        |
| 1975年 | 6月21日  | 阿寒に果つ                | 東宝映画 （東宝）                    | 監督助手        |
| 1975年 | 7月12日  | 東京湾炎上                | 東宝映画 東宝映像 （東宝）           | 監督助手        |
| 1975年 | 11月1日  | はつ恋                    | 東宝映画 （東宝）                    | 監督助手        |
| 1976年 | 1月17日  | 妻と女の間                | 東宝映画 （東宝）                    | 監督助手        |
| 1976年 | 5月29日  | 激突!若大将               | 東宝映画 （東宝）                    | 監督助手        |
| 1976年 | 10月23日 | あにいもうと              | 東宝映画 （東宝）                    | 監督助手        |
| 1977年 | 5月28日  | 白熱デッドヒート          | 東宝映画 （東宝）                    | 監督助手        |
| 1978年 | 2月11日  | 女王蜂                    | 東宝映画 （東宝）                    | 監督助手        |
| 1979年 | 1月20日  | 燃える秋                  | 三越 東宝 （東宝）                   | 監督助手        |
| 1979年 | 4月28日  | 黄金のパートナー          | 東宝映画 （東宝）                    | 監督助手        |
| 1979年 | 8月4日   | トラブルマン 笑うと殺すゾ | 東宝映画 （東宝）                    | 監督助手        |
| 1979年 | 12月22日 | 関白宣言                  | 東宝映画 （東宝）                    | 監督助手        |
| 1980年 | 8月30日  | 地震列島                  | 東宝映画 （東宝）                    | 監督助手        |
| 1981年 | 10月10日 | 幸福                      | 東宝映画 フォーライフ （東宝）       | 監督助手        |
| 1984年 | 3月17日  | さよならジュピター        | 東宝映画 イオ （東宝）               | チーフ助監督    |
| 1984年 | 10月6日  | おはん                    | 東宝映画 （東宝）                    | 監督助手        |
| 1984年 | 12月15日 | ゴジラ                    | 東宝映画 （東宝）                    | B班チーフ助監督 |
| 1985年 | 4月13日  | カリブ・愛のシンフォニー  | 東宝映画 （東宝）                    | 監督助手        |
| 1985年 | 11月9日  | 春の鐘                    | 東宝映画 （東宝）                    | 監督助手        |
| 1986年 | 7月26日  | 子象物語 地上に降りた天使 | ビックウェスト 東宝映画 （東宝）     | チーフ助監督    |
| 1987年 | 8月1日   | 19 ナインティーン         | 東宝映画 ジャニーズ事務所 （東宝）   | 監督助手        |
| 1987年 | 12月19日 | ゴルフ夜明け前            | 東宝映画 （東宝）                    | 監督助手        |
| 1989年 | 5月13日  | マイフェニックス          | 東宝映画 東急エージェンシー （東宝） | チーフ助監督    |
| 1989年 | 11月3日  | あ・うん                  | 東宝映画 フィルムフェイス （東宝）   | 監督助手        |
| 1991年 | 11月16日 | 超少女REIKO               | 東宝映画 （東宝）                    | チーフ助監督    |
| 1992年 | 12月12日 | ゴジラvsモスラ            | 東宝映画 （東宝）                    | チーフ助監督    |
| 1993年 | 12月11日 | ゴジラvsメカゴジラ        | 東宝映画 （東宝）                    | チーフ助監督    |
| 1994年 | 7月9日   | ヤマトタケル              | 東宝映画 （東宝）                    | チーフ助監督    |
| 1994年 | 12月10日 | ゴジラvsスペースゴジラ    | 東宝映画 （東宝）                    | チーフ助監督    |
| 1995年 | 12月9日  | ゴジラvsデストロイア      | 東宝映画 （東宝）                    | チーフ助監督    |
| 1996年 | 12月14日 | モスラ                    | 東宝映画 （東宝）                    | チーフ助監督    |
| 1997年 | 12月13日 | モスラ2 海底の大決戦      | 東宝映画 （東宝）                    | 監督            |

### テレビ
| 期間          | 期間          | 番組名               | サブタイトル | 製作（放送局）                                    | 役職 |
| ------------- | ------------- | -------------------- | --- | ------------------------------------------------- | ---- |
| 2003年10月4日 | 2004年9月25日 | 超星神グランセイザー | - 第19話「出撃!ガンシーサー」 - 第20話「激闘!バトルレディ」 - 第30話「ヴェルソー、暴走! 」 - 第35話「ダンシング・ドリーム 」 | - テレビ東京 - 読売広告社 - 東宝 - （テレビ東京） | 監督 |

## 関連人物
- ヒサクニヒコ - イラストレーター。三好の慶大漫画研究会での先輩。『ゴジラvsメカゴジラ』および『ゴジラvsデストロイア』にゲスト出演者として招いた。